# Rostit
Rostit ist ein sehr selten vorkommendes Mineral aus der Mineralklasse der „Sulfate (und Verwandte)“. Es kristallisiert im orthorhombischen Kristallsystem mit der chemischen Zusammensetzung Al[OH|SO4]·5H2O und entwickelt meist nierige oder erdige bis massige Mineral-Aggregate, aber auch abgeflachte rhomboedrische oder tafelige Kristalle bis etwa 0,5 mm Größe von überwiegend weißer Farbe und weißer Strichfarbe. Auch farblose oder hellblaue Rostite sind bekannt.

## Etymologie und Geschichte
Das Mineral wurde erstmals in der „Kladno Mine“ bei Libušín in Tschechien entdeckt und 1937 durch Rudolf Rost (1912–1999) unter dem Namen Lapparentit beschrieben, der als chemische Formel Al[OH|SO4]·5H2O angab. 
1973 beschrieben P. Bariand, Berthelon, Cesbron und Sadrzadeh ein ebenfalls orthorhombisch kristallisierendes Mineral aus der Typlokalität Kavir-e-Sagand in der iranischen Provinz Yazd mit der scheinbar selben Zusammensetzung wie Rosts Lapparentit, das sie als Khademit bezeichneten. Eine chemische Analyse zur Feststellung eines möglichen Fluorgehaltes wurde aufgrund der geringen Probenmenge allerdings nicht durchgeführt.
1979 beschrieb auch F. Čech ein chemisch gleiches Mineral, allerdings mit einer etwas kleineren Elementarzelle. Er gab dem Mineral mit Anerkennung durch die CNMNC den Namen Rostit zu Ehren seines Erstbeschreibers Rudolph Rost. Der von P. Bariand et al. beschriebene Khademit wurde danach als Synonym für den Rostit betrachtet.
B. Bachet, F. P. Cesbron und R. Chevalier konnten schließlich 1981 die Kristallstruktur des Minerals aus dem Iran auflösen und stellten zudem fest, dass die kleinere Atomposition das Vorhandensein von Fluor erfordert und eine Belegung durch OH-Anionen unmöglich macht. Die chemische Formel von Khademit wurde daher neu definiert mit Al[F|SO4]·5H2O und abgesichert durch Williams und Cesbron mit Material aus der „Lone Pine Mine“ (Catron County, New Mexico, USA).

## Klassifikation
In der mittlerweile veralteten, aber noch gebräuchlichen 8. Auflage der Mineralsystematik nach Strunz gehörte der Rostit zur Mineralklasse der „Sulfate, Selenate, Tellurate, Chromate, Molybdate, Wolframate“ und dort zur Abteilung der „Wasserhaltigen Sulfate mit fremden Anionen“, wo er zusammen mit Aluminit, Felsőbányait, Hydrobasaluminit, Jurbanit, Khademit, Meta-Aluminit und Zaherit eine eigenständige Gruppe bildete.
Die seit 2001 gültige und von der IMA verwendete 9. Auflage der Strunz'schen Mineralsystematik ordnet den Rostit ebenfalls in die Klasse der „Sulfate (Selenate, Tellurate, Chromate, Molybdate und Wolframate)“ und dort in die Abteilung der „Sulfate (Selenate usw.) mit zusätzlichen Anionen, mit H2O“ ein. Diese Abteilung ist allerdings präziser unterteilt nach der Größe der beteiligten Kationen und der Kristallstruktur, so dass das Mineral entsprechend seiner Zusammensetzung in der Unterabteilung „mit mittelgroßen Kationen; isolierte Oktaeder und begrenzte Einheiten“ zu finden ist, wo es nur noch zusammen mit Khademit die unbenannte Gruppe 7.DB.10 bildet.
Die Systematik der Minerale nach Dana ordnet den Rostit in die Klasse der „Sulfate, Chromate und Molybdate“ und dort in die Abteilung der „Hydratisierten Sulfate mit Hydroxyl oder Halogen“. Hier ist er ebenfalls zusammen mit Khademit in der unbenannten Gruppe 31.09.11 innerhalb der Unterabteilung der „Wasserhaltigen Sulfate mit Hydroxyl oder Halogen mit (A+B2+)(XO4)Zq × x(H2O)“ zu finden.

## Kristallstruktur
Rostit kristallisiert orthorhombisch in der Raumgruppe Pcab (Raumgruppen-Nr. 61, Stellung 2) mit den Gitterparametern a = 11,17 Å; b = 13,04 Å und c = 10,87 Å sowie 8 Formeleinheiten pro Elementarzelle.

## Modifikationen und Varietäten
Die Verbindung Al[OH|SO4]·5H2O ist dimorph und kommt in der Natur neben dem orthorhombisch kristallisierenden Rostit noch als monoklin kristallisierender Jurbanit vor.

## Bildung und Fundorte
Rostit bildet sich meist in Brennenden Halden durch Aufspaltung von aluminiumhaltigen Gesteinen in schwefeldioxid- und fluorhaltigen Gasen. Begleitminerale sind unter anderem Alunogen, Copiapit und Tschermigit.
Insgesamt konnte Rostit bisher an fünf Fundorten nachgewiesen werden. Neben seiner Typlokalität „Kladno Mine“ bei Libušín in Tschechien sind dies noch die „Grube Anna“ bei Alsdorf (Nordrhein-Westfalen) in Deutschland, die „Le Cetine di Cotorniano Mine“ bei Chiusdino in der italienischen Toskana, der Fluss Jagnob bei Kukhi-Malik in der Provinz Sughd in Tadschikistan sowie in der „Nabesna Mine“ am Chisana River in Alaska (USA).